# Hjort Knudsen
Hjort Knudsen A/S er en dansk familieejet møbelvirksomhed, startet i 1973 af Ina og Arne Hjort Knudsen. 
Siden år 2000 har ejerskab og ledelse været placeret i næste generation ved Ellen og Klaus Hjort Knudsen. Hovedsædet ligger i Vestjylland i nærheden af Billund
Hjort Knudsen er i dag leverandør af polstermøbler til møbelbutikker i Danmark, Sverige og Norge, og Hjort Knudsen har salgskontorer i alle tre lande. Derudover sælger Hjort Knudsen også i Holland, Tyskland, Frankrig og Schweiz. Virksomheden omsætter for over 500 mio. kr.
Hjort Knudsens produktionssteder er placeret i Europa og virksomheden har 100% ejerskabet over disse. Hjort Knudsen beskæftiger samlet set mere end 2000 medarbejdere
Udover polstermøbler producerer Hjort Knudsen også træmøbler.